# 탄력 섬유
탄력 섬유(elastic fiber) 또는 황색 섬유(yellow fiber)는 섬유아세포, 내피세포, 평활근세포, 기도 상피세포를 포함한 다양한 세포 유형에서 생성되는 단백질(엘라스틴) 묶음으로 구성된 세포외 기질의 필수 구성 요소이다.[1] 이 섬유는 길이의 몇 배까지 늘어날 수 있으며, 이완되면 에너지 손실 없이 원래 길이로 되돌아간다. 탄성섬유에는 엘라스틴, 엘라우닌(elaunin), 옥실탈란(oxytalan)이 포함된다.

## 탄력증
elastosis

## 같이 보기
- 결합 조직
- 탄력소
- 아교 섬유
- 그물 섬유